# Dong Jingwei
Dong Jingwei (China; 18 de noviembre de 1963) es un político chino que se ha desempeñado como viceministro de Seguridad del Estado y jefe de contrainteligencia del Ministerio de Seguridad del Estado de China (también conocido como MSS o Guoanbu) desde 2018. En junio de 2021 surgieron informes no confirmados que alegaban su defección a los Estados Unidos.

## Biografía
Dong es un nativo del condado de Zhao, provincia de Hebei. Educado en China, su educación de posgrado incluye una maestría en ciencias. Tiene una hija, Dong Yang.

### Carrera en inteligencia
Desde el 14 de febrero de 2006 al 30 de marzo de 2017, Dong se desempeñó como director del Departamento de Seguridad Nacional de la provincia de Hebei. Durante ese tiempo estuvo políticamente activo y participó en varios comités y conferencias regionales. En 2007 formó parte del 7.° Comité Provincial de Hebei del Partido Comunista Chino (PCCh). En 2010, Intelligence Online, con sede en París, informó que Dong cumplió las órdenes de sus superiores en Beijing para arrestar a «cuatro empleados japoneses de Fujita Corporation que estaban filmando en una zona militar prohibida», una medida descrita por IO como un juego de poder de la Seguridad del Estado contra el entonces secretario general del PCCh, Hu Jintao.
El 1 de abril de 2017, Dong se convirtió en director del Departamento Político del Ministerio de Seguridad del Estado. Un año después se supo que fue nombrado viceministro de Seguridad del Estado de la República Popular China a fines de abril de 2018. Deng se desempeñó como representante en el XVIII y XIX Congreso Nacional del Partido Comunista de China y como miembro del XIII Comité Nacional de la Conferencia Consultiva Política del Pueblo Chino. En marzo de 2019, fue elegido vicepresidente del Octavo Consejo de la Sociedad de Derecho de China.
En 2018, Intelligence Online informó que Dong era «cercano» al secretario general del PCCh, Xi Jinping, y dijo que «anteriormente dirigió el Guoanbu en la región de Hebei, una provincia que ha producido muchos de los securócratas de Xi".
El papel actual de Dong no está claro, a fines de 2020 su nombre fue eliminado del sitio web oficial del Consejo de Estado, dejando en blanco la lista de diputados del ministro de Seguridad del Estado, Chen Wenqing, mientras que la publicación de 2018 que anunciaba su nombramiento fue eliminada posteriormente. El 17 de junio de 2021, se eliminó su biografía de la enciclopedia Baidu Baike y de la Sociedad de Derecho de China.

## Rumores de deserción
En junio de 2021, comenzaron a surgir rumores en blogs en chino que sugerían que Dong había desertado a mediados de febrero, volando de Hong Kong a los Estados Unidos con su hija adulta, Dong Yang. Los rumores afirmaban que Dong había proporcionado información clave sobre el Instituto de Virología de Wuhan que cambió la postura de la administración Biden sobre los orígenes de la pandemia COVID-19. El 4 de junio, el exreportero de Fox News Adam Housely informó que el aumento de la presión sobre China en los últimos días fue el resultado de un «desertor con conocimiento íntimo». Al día siguiente, el medio de comunicación conservador RedState publicó una historia basada en el informe de Housely sobre una deserción de alto nivel de China, afirmando que la Agencia de Inteligencia de la Defensa había recibido de un desertor información de que Beijing está encubriendo investigaciones que el laboratorio de Wuhan estaría haciendo sobre guerra biológica. Ninguno de los informes mencionó a Dong por su nombre.
Un informe posterior de The Daily Beast y el blog de la comunidad de inteligencia estadounidense SpyCast conectó a Dong con las acusaciones, citando al Dr. Han Lianchao, un exfuncionario del Ministerio de Relaciones Exteriores de China que desertó a los Estados Unidos luego de la masacre de la Plaza Tiananmen de 1989. Han dijo que funcionarios chinos mencionaron la deserción de Dong durante la cumbre chino-estadounidense en Alaska. Citando una fuente no identificada, alegó que el ministro de Relaciones Exteriores de China, Wang Yi, y el miembro del Politburó del Partido Comunista, Yang Jiechi, habían exigido el regreso de Dong. En declaraciones a The Daily Beast y SpyTalk el 17 de junio, el ex oficial de inteligencia estadounidense Nicholas Eftimiades describió el informe como «exactamente lo que es, un rumor. Sucede todo el tiempo», pero llamó a Han «un tirador directo, no conocido por exagerar de ninguna manera o forma... en quien se confía por su integridad". Mollie Saltskog de The Soufan Group pidió cautela y dijo que los rumores sobre deserciones surgen con regularidad. «En resumen, si es cierto, esto es potencialmente significativo, pero no cambia las reglas del juego».
En una aparente respuesta el 18 de junio, el South China Morning Post (SCMP) publicó repentinamente uno de los primeros artículos en inglés en mencionar a Dong. Si bien no menciona los rumores en curso sobre su desaparición, el artículo lo cita por haber instado recientemente a los oficiales de inteligencia del país a «intensificar sus esfuerzos para perseguir a los agentes extranjeros y personas con información privilegiada que se confabulan con las fuerzas "anti-China"». Más adelante en el informe, se menciona a un «estudiante de periodismo de 22 años, identificado sólo por su apellido Tian, [que ha] sido acusado de proporcionar información a un país occidental no identificado para difamar a China». El SCMP dijo que «Tian se enfrentó a un juicio a puerta cerrada en noviembre pasado, pero el resultado del juicio aún no se ha anunciado».
Por un margen significativo, una persona de la estatura política de Dong sería la deserción de más alto nivel en la historia de la República Popular China. Hasta el momento, la mayoría de las afirmaciones siguen sin estar fundamentadas.